# 鄧弗里斯 (明尼蘇達州)
鄧弗里斯（英語：Dumfries）是位於美國明尼蘇達州瓦巴沙縣格拉斯哥鎮區的一個非建制地區。

## 歷史
鄧弗里斯的郵局於1894年成立，其後於1912年停運。此地得名自蘇格蘭城鎮鄧弗里斯。

## 地理
鄧弗里斯所處的海拔為高於海平面241米（即791英呎），而該地所採用的時區為UTC-6，即北美中部時區（CST）。同時該地設有夏令時間，為UTC-6調快一小時，即UTC-5（CDT）。